# フジヤマコットントン
『フジヤマコットントン』は、2024年2月10日公開の日本映画。

## 概要
山梨県中巨摩郡の障害福祉サービス事業所で働く人々の姿を見つめたドキュメンタリー作品。
舞台となる『みらいファーム』は青柳拓監督の母親の職場だったこともあり、青柳自身も幼い頃から慣れ親しんでいた。また、相模原障害者施設殺傷事件の犯人が発した「障害者は生きている価値がない」という言葉へのアンサーとして制作されている。
タイトルの『フジヤマコットントン』は、みらいファームを見守る富士山と、すべてを柔らかく包む綿という2つがモチーフ。
音楽は森ゆに、青木隼人、田辺玄によるトリオ、みどりが担当する。

## あらすじ
甲府盆地の中心部にある障害福祉サービス事業所『みらいファーム』では様々な障害を持つ人々が織り物、絵画、花や野菜の栽培、綿の加工などをして暮らしている。そんな思い思いに過ごす彼らだが、育てた農作物をスーパーに卸したり、描いた絵の個展を開くといった活動をしながら、繰り返される日々が他者との関わりによって少しずつ変化していく。

## 登場人物
- めぐさん（梶原萌）
- ゆかさん（村木優香）
- けんちゃん（木内賢一）
- たつなりさん（小林達成）
- おおもりくん（大森佑太）
- たけしさん（横山岳史）
- さえぐささん（三枝拓矢）
- いちろうさん（中野一郎）

## スタッフ
- 監督：青柳拓
- プロデューサー：大澤一生
- 編集：辻井潔
- 撮影：青柳拓、山野目光政、野村真衣菜
- 音楽：みどり
- 宣伝：リガード
- 製作：水口屋フィルム、ノンデライコ
- 配給：ノンデライコ

## 主題歌
- 「朝に夕に」

作詞・作曲：みどり